# Tomba di Nur Jahan
La tomba di Nur Jahan (in urdu مقبرہ نورجہاں‎?) è un mausoleo del XVII secolo a Lahore, in Pakistan, che fu costruito per l'imperatrice moghul Nur Jahan. Il marmo della tomba fu saccheggiato durante l'era sikh, nel XVIII secolo, per essere usato nel Tempio d'Oro di Amritsar, in India. Il mausoleo in arenaria rossa, insieme alla vicina tomba di Jahangir, alla Tomba di Asaf Khan e all'Akbari Sarai, fa parte di un insieme di monumenti moghul dello Shahdara Bagh di Lahore.

## Posizione
Il mausoleo si trova a Shahdara Bagh, sul fiume Ravi a Lahore. La tomba fa parte di un insieme di monumenti vicini, tra cui la tomba di Jahangir, l'Akbari Sarai e la tomba di Asaf Khan. La tomba di Nur Jahan fu separata dagli altri monumenti, a seguito della costruzione della linea ferroviaria Lahore-Peshawar durante l'era britannica.

## Storia

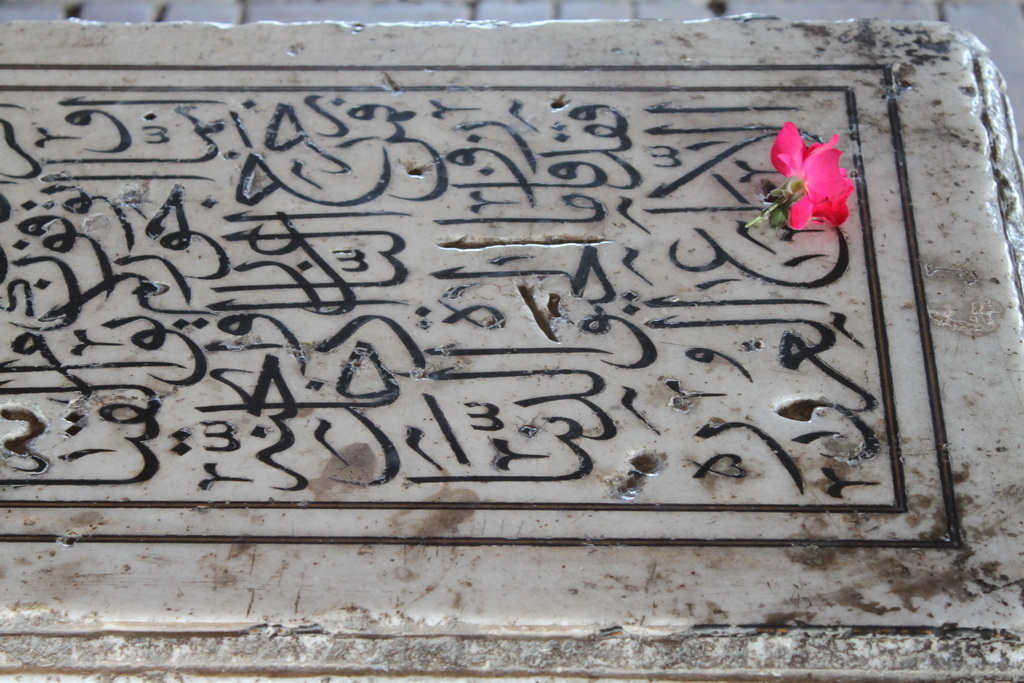
Versetti coranici intarsiati in una lapide nel cenotafio

Mehr-un-Nissa, definita Nur Jahan, che significa "Luce del mondo", era la minore dei sette figli di Asmat Begum e di suo marito Mirza Ghiyas Beg, entrambi immigrati dalla Persia. Si sposò per la prima volta, all'età di 17 anni, con un avventuriero persiano di nome Sher Afghan Ali Quli Khan Istajlu, che era famoso per la sua brillante carriera militare e da cui ebbe una figlia, Ladli Begum, prima che morisse nel 1607. Suo padre aveva servito l'imperatore moghul Akbar, che gli aveva conferito il titolo di Itmat-ud-daulah ("Pilastro dello Stato"), mentre suo fratello, Asaf Khan, aveva servito il suo secondo marito, l'imperatore Jahangir. Nur Jahan fu l'imperatrice moghul più potente. Durante il suo regno, tra il 1611 e il 1627, modellò efficacemente l'Impero in espansione, contribuì alle cause religiose e aiutò a favorire il commercio estero.
Dopo essere sopravvissuta a Jahangir per 18 anni, morì all'età di 68 anni e gran parte del mausoleo fu probabilmente costruito durante la sua vita. La costruzione durò quattro anni a scapito di tre lakh. Dopo l'ascesa al trono di Shah Jahan, le fu concesso un assegno annuo di 200.000 rupie. Dato il cattivo stato delle relazioni tra lei e Shah Jahan, è probabile che abbia finanziato la costruzione della sua tomba con la sua indennità annuale.
Come la tomba di Asif Khan, quella di Nur Jahan fu spogliata delle sue pietre ornamentali e del marmo durante l'occupazione di Lahore da parte dell'esercito di Ranjit Singh. Gran parte dei materiali vennero usati per decorare il Tempio d'Oro di Amritsar, ed è stato detto che metà dello splendore del Tempio d'oro deriva dal marmo saccheggiato dal santuario di Nur Jahan.
L'insieme di monumenti Shahdara, compresa la tomba di Nur Jahan, subì uno stato di abbandono sotto il dominio britannico quando fu costruita una linea ferroviaria tra le tombe di Asif Khan e Nur Jahan. La tomba è stata sottoposta a piccole riparazioni ma sono previsti importanti restauri.

## Architettura
La tomba fu costruita su un piedistallo, in stile takhtgah in cui lo stesso funge da takht, o "trono". Con una piattaforma che misura 1370 m<sup>2</sup>, la tomba ha la forma di un quadrato e misura 37 metri su ciascun lato ed è alta 6 metri. In precedenza avrebbe potuto avere quattro minareti agli angoli del mausoleo, in modo simile alla vicina tomba di Jahangir.

### Esterno
A differenza della tomba di suo padre (Mausoleo di I'timād-ud-Daulah), costruita in marmo bianco, il mausoleo di Nur Jahan è principalmente rivestito in arenaria rossa, con una linea del tetto piatta simile a quella della tomba del marito. L'esterno presenta 7 archi a volta, che erano ricoperti di marmo e lavorati con mosaici floreali in pietre semi-preziose. L'arco centrale, su ciascun lato, sporge dai 3 archi a volta a fianco. La pannellatura minuta è stata eseguita con schemi intricati e le cornici sono a nido d'ape in diverse stanze. Il pavimento interno è rivestito in marmo e la piattaforma esterna in arenaria. L'esterno, rivestito in arenaria rossa, era intarsiato con motivi floreali sul marmo bianco, nero e giallo.

### interno

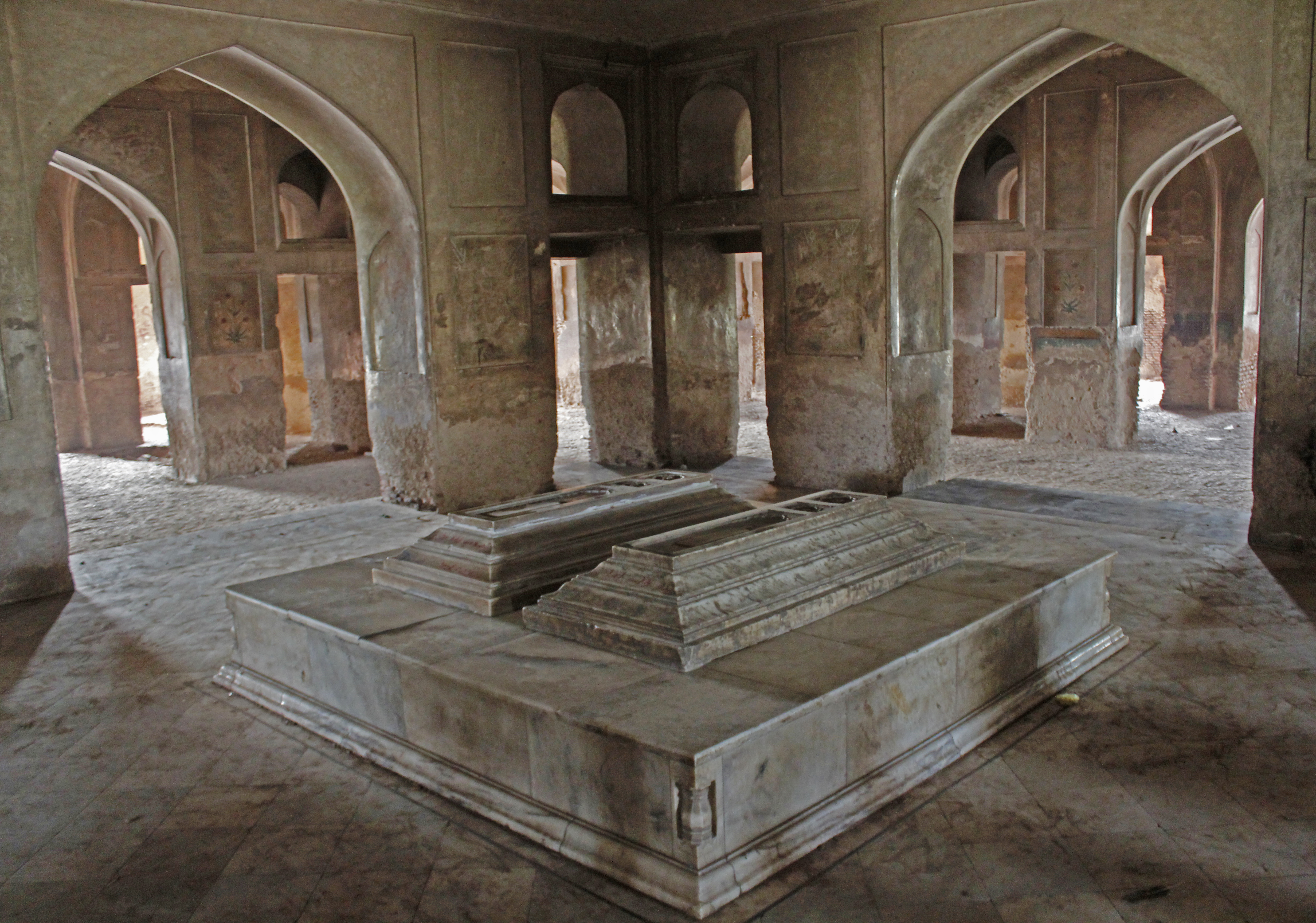
Cenotafio in marmo di Nur Jahan e di sua figlia Ladli Begum

La camera a volta centrale della tomba contiene una piattaforma di marmo con due cenotafi, uno che commemora Nur Jahan e l'altro sua figlia, Ladli Begum. Costruito da Hakim Ajmal, Khan di Delhi nel 1912, l'originale sarcofago in marmo porta una lavorazione ornata e il nome di Allah, nello stesso stile e dimensioni delle tombe di Jahangir e Asif Khan. Sulla sua tomba è inciso un epitaffio: "Sulla tomba di questa povera straniera, che non ci sia né lampada né rosa. Non il volo di una farfalla né il canto di un usignolo".

### Giardini
La tomba si trova al centro di un Charbagh in stile persiano. Il giardino originale non esiste più, ma una volta comprendeva tulipani, rose e gelsomini.

## Galleria d'immagini

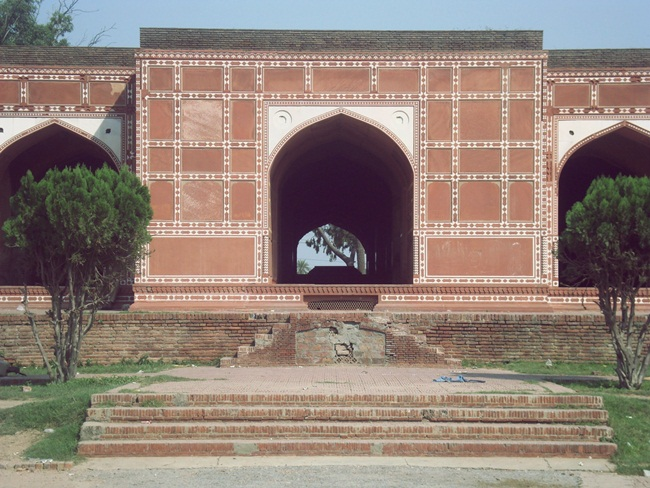
La facciata della tomba era decorata con pietra dura
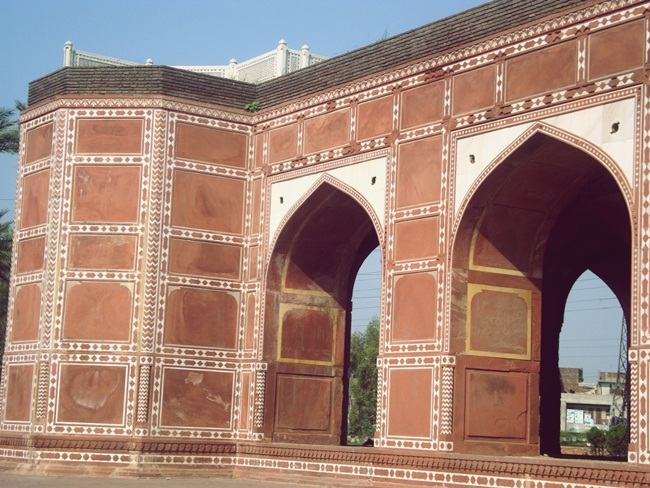
Particolare dell'esterno
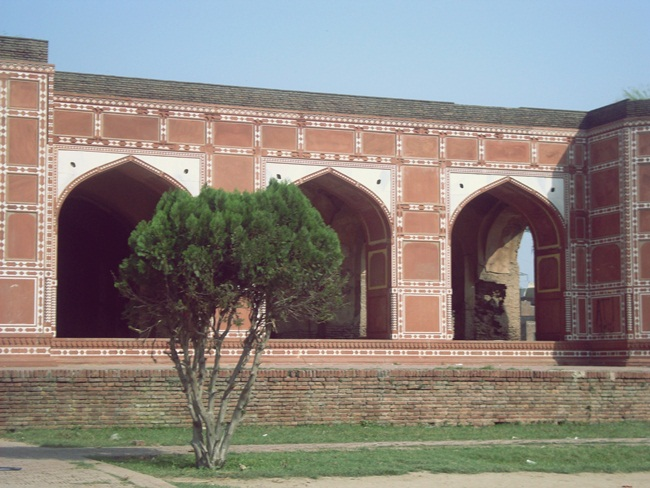
Particolare
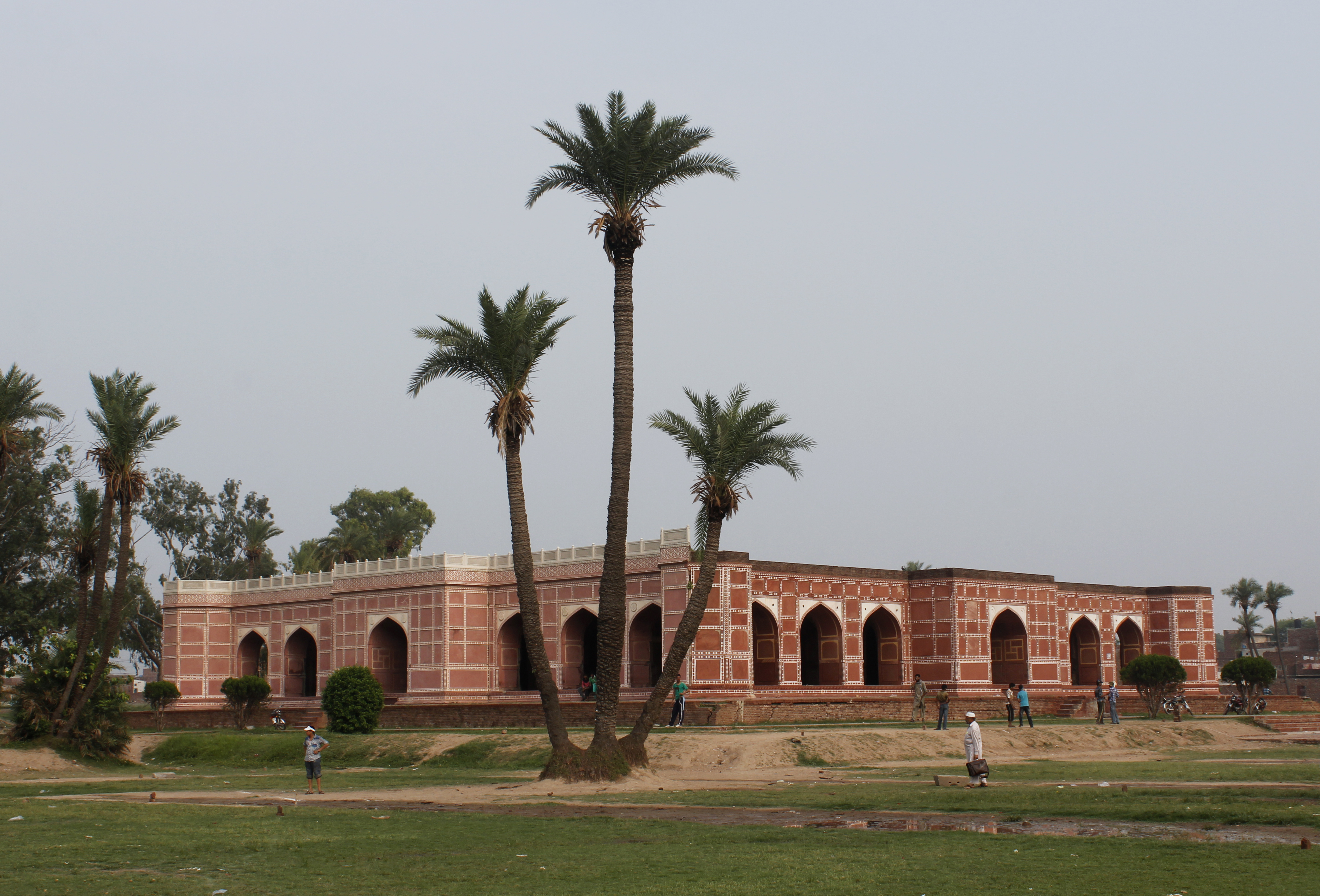
Il mausoleo sullo sfondo